# Rodrigo Odriozola
Rodrigo Odriozola, vollständiger Name Rodrigo Odriozola López, (* 31. August 1988 in Durazno) ist ein uruguayischer Fußballspieler.

## Karriere
Der nach Angaben seines Vereins 1,87 Meter große Torhüter Odriozola stand zu Beginn seiner Karriere in der Saison 2007/08 beim uruguayischen Zweitligisten Durazno FC unter Vertrag. Er gehörte seit der Apertura 2008 dem Kader des uruguayischen Erstligisten Montevideo Wanderers an. Dort absolvierte er in den Spielzeiten 2010/11 und 2011/12 insgesamt sieben Ligaspiele. 2012 wechselte er in der laufenden Saison 2011/12 innerhalb der Stadt zum Racing Club, für den er bis zum Abschluss der Spielzeit siebenmal und in der nachfolgenden Apertura 2012 neunmal auflief. In der Clausura 2013 kam er beim Club Atlético Progreso zu sieben Ligaeinsätzen.
Zur Spielzeit 2013/14 wechselte er zum CA Cerro. In jener Saison kam er dort bis zum Abschluss der Clausura 2014 zu 26 Einsätzen in der Primera División. Nach der Saison führte sein weiterer Karriereweg in den Iran, wo er sich Gostaresh Foolad Tabriz anschloss. Bei den Iranern bestritt er elf Ligaspiele und wechselte zum Jahresbeginn 2015 nach Kolumbien zu Deportivo Pasto. Dort lief er in acht Ligapartien und dreimal in der Copa Colombia auf. Anfang August 2015 schloss er sich dem uruguayischen Erstligaabsteiger Club Atlético Atenas an, für den er in der Apertura 2015 sieben Zweitligaspiele bestritt. Ende Januar 2016 wechselte er zum zweiten Mal in seiner Karriere zum Club Atlético Progreso und absolvierte bis Saisonende 13 Zweitligapartien. Im Juli 2016 schloss er sich den Rampla Juniors an.